# بخش مرکزی شهرستان چهارباغ
بخش مرکزی شهرستان چهارباغ یکی از بخش‌های شهرستان چهارباغ در استان البرز ایران است.

## تقسیمات کشوری
- بخش مرکزی
  - دهستان چهاردانگه
  - دهستان عرب آباد افشار

شهر: چهارباغ

## جمعیت
بنابر سرشماری مرکز آمار ایران، جمعیت بخش مرکزی شهرستان چهارباغ در سال ۱۳۹۵ برابر با ۵۵،۸۳۸ نفر بوده است.